# Vortigern
Vortigern (5. århundrede) var en keltisk høvding i dagens England. Traditionen fortæller, at han inviterede angelsakserne til Storbritannien som lejesoldater. De gjorde sidenhen oprør og oprettede deres egne kongedømmer. Det ældste af disse, Kent, skal være blevet oprettet ved at Vortigern gav området til brødrene Hengest og Horsa, som blev de første konger i Kent.
| Biografi | Spire Denne biografi er en spire som bør udbygges. Du er velkommen til at hjælpe Wikipedia ved at udvide den. |